# Cornelis Dusart

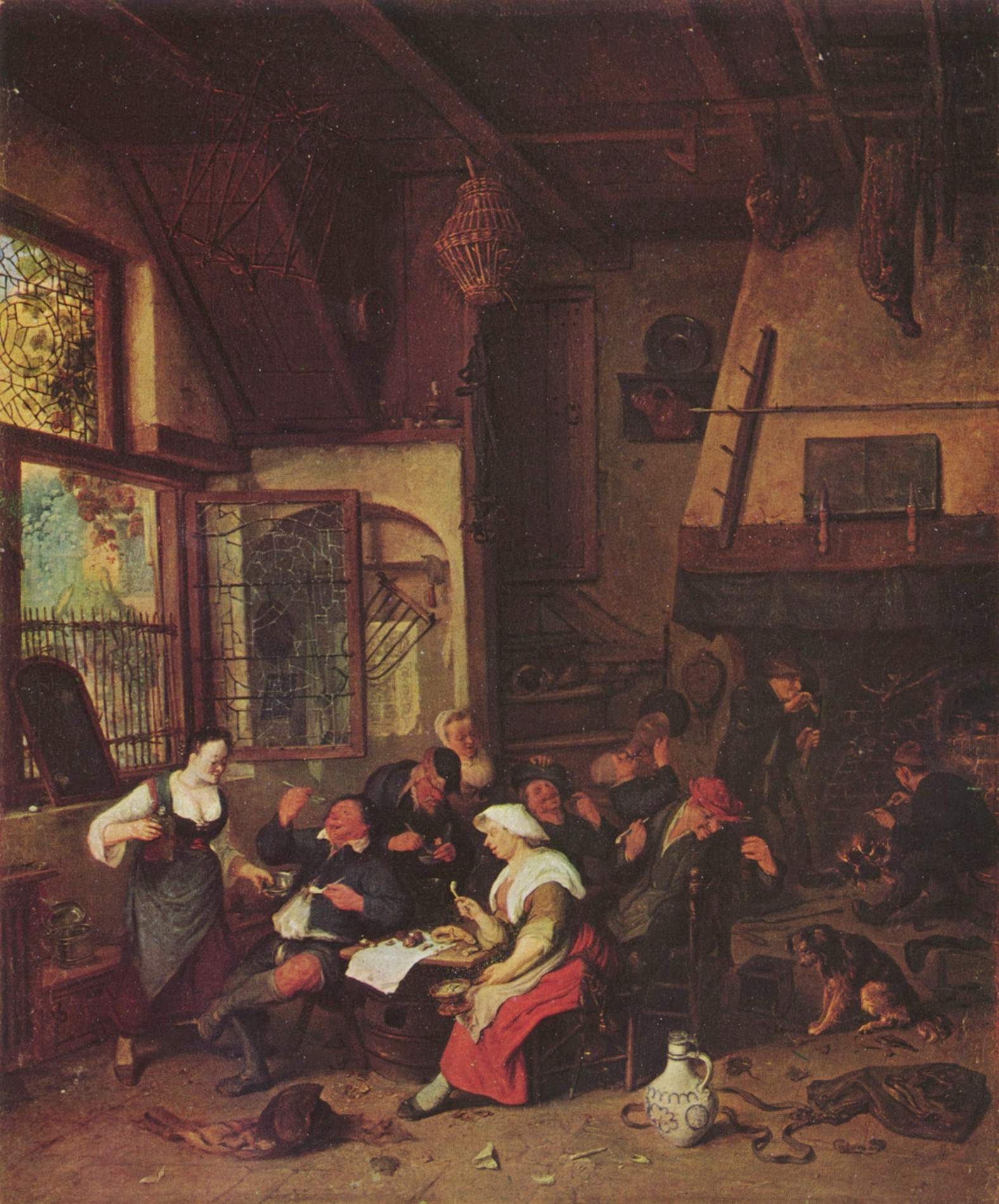
Herbergscene. Eind 17e eeuw. Olieverf op doek. Boedapest, Szépművészeti Múzeum.

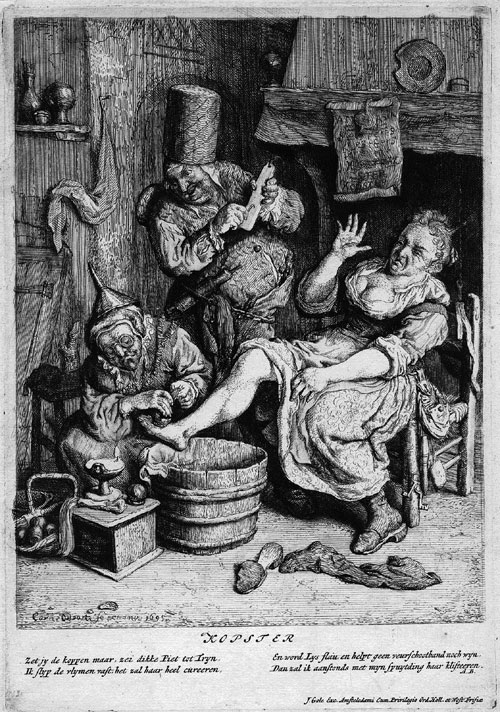
Kopster. 1695. Ets. Leiden, Rijksmuseum Boerhaave.

Cornelis Dusart (Haarlem, 24 april 1660 – aldaar, 1 oktober 1704) was een Nederlands kunstschilder en graveur behorend tot de Hollandse School. Hij was een zoon van componist, beiaardier en organist Joan Dusart.
Dusart werd in 1679 toegelaten tot het Haarlemse Sint-Lucasgilde. Hij was een trouwe navolger van Adriaen van Ostade. Hij wist zijn beroemde voorbeeld in kwaliteit zo dicht te naderen, dat enkele werken van Dusart, bijvoorbeeld Boeren voor een herberg in Slot Belvedere in Wenen, vroeger voor dat van Van Ostade werd aangezien. Ook zijn gravures zijn in de trant van Van Ostade.
- Auckland Art Gallery Toi o Tāmaki: 2628
- Art Gallery of South Australia: 2480
- Biblioteca Nacional de España: XX1542674
- Bibliothèque nationale de France: cb14952691k (data)
- Biografisch Portaal: 03696672
- Digitale Bibliotheek voor de Nederlandse Letteren: dusa003
- Gemeinsame Normdatei: 121922235
- International Standard Name Identifier: 0000 0000 6657 6492
- KulturNav: 7ced437a-74c2-4f14-bd5d-cfbaa00bcc68
- Library of Congress Control Number: n96089348
- National Gallery of Victoria: 6535
- Nationale Bibliotheek van Tsjechië: xx0218167
- Nederlandse Thesaurus van Auteursnamen: 073252514
- RKD-Nederlands Instituut voor Kunstgeschiedenis: 25070
- Système universitaire de documentation: 16175029X
- Museum of New Zealand Te Papa Tongarewa: 25043
- Union List of Artist Names: 500002441
- Virtual International Authority File: 37185575
- WorldCat: E39PBJrwVdwVJKtxw9XqyGWVYP